# Михайло II Апафі
Михайло II Апафі (угор. Mihály II Apafi; 13 жовтня 1676 — 1 лютого 1713) — великий князь Семигородщини з 1691 до 1699 р. під протекторатом Австрійської імперії. Був сином Великого князя Симегорода Михайла I Апафі та Ганни Борнеміци (Anna Bornemissza).

## Біографія
Михайло II народився 13 жовтня 1676 року в давній шляхетській семигородській родині Апафі. Його батько був Володарем та Великим князем Трансильванії під протекторатом Османської імперії. 10 червня 1681 року він був затверджений султаном як спадкоємець Семигородского князівства. Проте, після поразки османів в битві під Віднем 12 вересня 1683 р. Михайло І почав переговори з імператором Леопольдом І. Відповідно до трактату від 28 липня 1686 року Семигородщина стала залежною від Австрії. Права Михайла II на Семигородський престол визнав й Австрійський імператор.
1690 року, після смерті батька Михайла І, турки визнали Імре Текелі, керівника антигабсбурґського повстання претендентом на угорський трон та Великими князем Трансільванії.
21 серпня 1690 війська Текелі здобули перемогу над військом австрійського генерала Гейслер при Зернеште і 20 вересня 1690 року у своєму таборі при Гросау Текелі було короновано Великим князем Семигородщини.
В той самий час радники Михайла II досягли угоди з імператором Леопольдом І, який надав в 1690 році країні адміністративну, економічну і культурну автономію та гарантував свободу віросповідання.
1691 року після розгрому військ князя Текелі та його втечі з країни, імператор Австрійський своїми указами 16 жовтня і 4 грудня 1691 року визнає Михайла II правителем Трансильванії, приймає піклування над країною й постановляє управляти нею особливій колегії, що складалася з дванадцяти радників на чолі з графом Георгом Банфі.
Для того, щоб захистити себе від нових Османських нападів та убезпечити від спроб Габсбурґів обмежити трансільванську автономію, князь Михайло II, за порадою свого канцлера, закликав королів Англії Вільгельма III  і Німеччини Фрідріха I  бути його гарантами й опікунами.
Англія й Нідерланди чинили тиск на імператора Австрійського Леопольда, щоб він припинив війни з турками, уклав мирну угоду, в якій також буде гарантовано автономію Трансільванії, яка повинна бути під владою князя Михайла II перебувати під спільним протекторатом Габсбурґів, Османської імперії та контролем міжнародних сил. На основі цих пропозицій переговори тривали до 1698 року.
Однак Габсбурґи вважаючи, що незалежна Трансільванія, захищена міжнародним протекторатом, становить загрозу їх владі, паралельно з мирними переговорами, поступово зміцнювали своє становище в країні. 1692 року князь Михайло був викликаний до Відня, під приводом спору щодо його недавнього шлюбу з графинею Катериною Бетлен. Він був інтернований і змушений визнати офіційний контроль Леопольда над Трансільванією, яку 1695 року було окуповано 8000 військом.
1695 року Михайло II Апафі втік до Семигородщини, де його прихильники мали намір шукати допомоги в Туреччини. Але наступного року його під військової вартою доставили до Відня, де 19 квітня 1697 він відрікся від престолу, отримавши титул Князя Священної Римської Імперії.
В наступні роки, Міхай II Апафі жив в австрійській столиці, на призначену йому імператором Леопольдом пенсію, де рано помер 1 лютого 1713 року, у віці тридцяти шести років, так і не залишивши після себе спадкоємців.